# Istriotiska
Istriotiska är ett östromanskt språk eller en dialekt som talas i de västra delarna av Istrien i Kroatien. Det finns uppskattningsvis ett tusental personer som idag talar istriotiska varav de flesta bor i städerna Rovinj och Vodnjan. Det finns egentligen fyra uppfattningar om hur istriotiskan bör betraktas:
- som en självständig norditaliensk dialekt som varken kan klassas som venetianska eller ett galloromanskt språk
- som en övergångsdialekt mellan venetianska och det nu utdöda dalmatiska språket
- som ett självständigt språk inom den italo-dalmatiska språkgruppen
- som ett helt oberoende romanskt språk

Termen istriotiska myntades av den italienska lingvisten Graziadio Isaia Ascoli på 1800-talet. Talarna av språket benämnde språket efter orten de levde i. Eftersom istriotiska talades på sex olika orter användes traditionellt sex olika benämningar. I Vodnjan kallades språket “bumbaro”, i Bale “vallese”, i Rovinj “rovignese”, i Šišan ”sissanese”, i Fažana ”fasanese” och i Galižana ”gallesanese” .